# 顧懋勳 (明朝)
顾懋勋（？—？），字元俞，號闻霞，南直隶苏州府常熟县人，明朝政治人物。

## 生平
天啓元年（1621年）辛酉科應天鄉試舉人，天啓二年（1622年）聯捷壬戌科進士。礼部观政，四年官中书舍人。